# Mistrovství Českého svazu fotbalového 1909
Tra il 1903 e il 1908 non vennero disputati tornei. Il campionato boemo-moravo di calcio 1909, ottava edizione del torneo, venne giocata in un formato simile a quello di una Coppa nazionale, ovvero con partite ad eliminazione diretta. Il torneo vide la vittoria dello Sparta.

## Quarti di finale
| Squadra 1       | Risultato | Squadra 2      |
| --------------- | --------- | -------------- |
| Sparta          | 5-1       | Letná          |
| Smíchov         | 3-0       | Kolín          |
| ČAFC Vinohrady  | 1-0       | Čechie Smíchov |
| Viktoria Žižkov | 1-0       | Slavia Praga B |

## Semifinale
| Squadra 1 | Risultato | Squadra 2       |
| --------- | --------- | --------------- |
| Smíchov   | 2-0       | Viktoria Žižkov |
| Sparta    | 2-0       | ČAFC Vinohrady  |

## Finale
| Squadra 1 | Risultato | Squadra 2 |
| --------- | --------- | --------- |
| Sparta    | 3-1       | Smíchov   |